# Катафора
Ката́фора (от греч. κατά — «вниз» и φορέω — «несу») — слово или выражение в тексте (речи), более точное представление о котором можно получить только по мере дальнейшего чтения (слушания) данного текста. Катафора противоположна анафоре.
Катафорами могут послужить, например, местоимения (так как они указывают на предмет, не называя его). Пример: «как его ни крути, но яйцо всегда будет в горизонтальном положении». В данном случае местоимение «его» является катафорой для существительного «яйцо».
С помощью катафоры можно создать в тексте (в речи) некоторую напряжённость (связанную с тайной, которая выяснится позже, по мере чтения или слушания), вызывающую интерес читателя (слушателя). Например: «В печати такое появилось... Губернатора арестовали».
Катафора выступает в роли оппозиции по отношению к анафоре и является одним из способов текстообразования, выступая как синтаксическим, так и стилистическим компонентом текста и влияя на категорию связности и организованности речевой и письменной деятельности человека. В отличие от анафоры, катафора представляет собой более сложный, периферийный случай, который довольно редко рассматривается как самостоятельное явление в лингвистической литературе. В том случае, когда смысловой источник линейно следует за анафорой, он выступает в роли постцедента, когда предшествует ему — антецедента. Катафора, как языковое явление среди лингвистов трактуется неоднозначно. Некоторые считают, что анафорическая и катафорическая связь только семантическая отсылка, не имеющая синтаксической связи между элементами речи. Другие учёные полагают, что это особый вид формальной синтаксической связи, третьи предполагают существование ассоциативной катафоры и анафоры, четвёртые считают, что катафоры (как явления) в языке вообще не существует [Kuno, 1975;  Bollinger, 1957; Cornish, 1996]. 
Катафора рассматривается чаще как элемент текста, чья интерпретация зависит от последующего лингвистического окружения. Типы семантических отношений между катафорой и анафорой могут быть самыми разнообразными: причина — следствие; часть — целое; участник — ситуация, элемент или подмножество — множество и т. п. Как правило, постцедент не может быть расположен от катафорического элемента дальше, чем в соседней предикации. Катафора может быть выражена как одним словом, словосочетанием, так и целым предложением, которое выступает финальным компонентом одного абзаца и начальным в следующем. Анафорические и катафорические компоненты могут в абзаце объединять признаки обоих типов последних предложений, представляя собой анафоро-катафорические функции, выступающих в роли текстообразующего компонента.
Анафора указывает на сказанное ранее или используется в виде повтора или :

«Благословен ты в городе или в деревне. Благословенны будут плоды ваших внутренностей и плоды вашей земли». (Второзаконие 28).
Катафора, как правило, вначале использует «замещающее слово», а затем «расшифровывает» его, то есть, предваряет то, что будет сказано далее. Например: «Она не долго ждала — Владислав сделал предложение и вручил Ольге кольцо».
В русском языке в роли катафоры чаще всего выступают существительные и указательные местоимения.